# Ravne, Šoštanj
Ravne este o localitate din comuna Šoštanj, Slovenia, cu o populație de 1.062 de locuitori.